# Martin Heisenberg
Martin Heisenberg (* 7. August 1940 in München) ist ein deutscher Neurobiologe und Genetiker. Er war von 1975 bis 2009 Inhaber des Lehrstuhls für Genetik und Neurobiologie am Biozentrum der Universität Würzburg und hat seit 2010 eine Senior-Professur am Rudolf-Virchow-Zentrum der Universität Würzburg inne. Er gilt als Begründer der Neurogenetik in Deutschland.

## Leben
Als Sohn des Physikers und Nobelpreisträgers Werner Heisenberg und seiner Frau Elisabeth (geb. Schumacher) kam Heisenberg früh mit naturwissenschaftlichen Fragen in Berührung. Er verbrachte seine Kindheit in Leipzig, Urfeld und Göttingen. Mit der Berufung des Vaters Werner Heisenberg nach München erfolgte der Umzug dorthin. Im Jahr 1959 legte Martin Heisenberg am Maximiliansgymnasium München das Abitur ab. Nach dem Studium der Chemie und molekularen Biologie in München und Tübingen und der Promotion zur Genetik der Bakteriophagen 1966 erforschte Heisenberg in Pasadena im Labor von Max Delbrück die Genetik des Pilzes Phycomyces. Im Jahr 1968 begann Heisenberg seine Forschung an der Taufliege Drosophila am Tübinger Max-Planck-Institut für Biologische Kybernetik im Labor von Karl Georg Götz (* 1930). Von dort wurde Heisenberg 1975 zum Professor an die Julius-Maximilians-Universität Würzburg berufen und wirkte, bis zur Emeritierung 2009 und dem anschließenden Wechsel an das Rudolf Virchow Zentrum, als Leiter des Lehrstuhls für Genetik und Neurobiologie am dortigen Biozentrum.
Heisenberg begründete die Neurogenetik in Deutschland, indem er als einer der Ersten Gehirnentwicklungsmutanten in Drosophila verwendete, um den Zusammenhang von Gehirnstrukturen und Verhalten zu erforschen. Seine wissenschaftlichen Leistungen spiegeln sich in einer Vielzahl von Veröffentlichungen wider. Heisenberg hat zudem wiederholt die Stellung der Biologie in der Gesellschaft, die Natur der Wahrnehmung und den Zusammenhang von Neurobiologie und Willensfreiheit thematisiert.
Heisenberg ist mit Apollonia Gräfin zu Eulenburg verheiratet, einer Nichte von Carl Friedrich und Richard von Weizsäcker. Das Ehepaar hat vier Kinder, darunter Benjamin Heisenberg und Emanuel Heisenberg. Der Entwicklungsbiologe Carl-Philipp Heisenberg ist sein Neffe.

## Auszeichnungen / Mitgliedschaften
- 1976 European Molecular Biology Organisation (EMBO)
- 1986/87 Cornelius Wiersma Visiting Professor, California Institute of Technology, Pasadena, USA
- 1989 Deutsche Akademie der Naturforscher Leopoldina[3]
- 1998 Academia Europaea[4]
- 1999 Akademie der Wissenschaften zu Göttingen[5]
- 2001 Berlin-Brandenburgische Akademie der Wissenschaften[6]
- 2006 Karl Ritter von Frisch Medaille der Deutschen Zoologischen Gesellschaft (DZG)[1]
- 2007–2010 President International Society of Neuroethology
- 2009 Ehrendoktorat Université Paul Sabatier, Toulouse

## Veröffentlichungen (Auswahl)

### Englischsprachige wissenschaftliche Originalarbeiten (Auswahl)
- M. Heisenberg, A. Borst, S. Wagner, D. Byers: Drosophila mushroom body mutants are deficient in olfactory learning. In: J. Neurogenetics. Band 2, 1985, S. 1–30. PMID 4020527.
- J. S. deBelle, M. Heisenberg: Associative odor learning in Drosophila abolished by chemical ablation of Mushroom Bodies. In: Science. Band 263, 1994, S. 692–695. PMID 8303280.
- L. Liu, R. Wolf, R. Ernst, M. Heisenberg: Context generalization in Drosophila visual learning requires the mushroom bodies. In: Nature. Band 400, 1999, S. 753–756. PMID 10466722.
- T. Zars, M. Fischer, R. Schulz, M. Heisenberg: Localization of a short-term memory in Drosophila. In: Science. Band 288, 2000, S. 672–675. PMID 10784450.
- M. Schwaerzel, M. Monasterioti, H. Scholz, F. Friggi-Grelin, S. Birman, M. Heisenberg: Dopamine and octopamine differentiate between aversive and appetitive olfactory memories in Drosophila. In: J Neurosci. Band 23, 2003, S. 10495–10502. PMID 14627633.
- S. Tang, R. Wolf, S. Xu, M. Heisenberg: Visual pattern recognition in Drosophila is invariant for retinal position. In: Science. Band 305, 2004, S. 1020–1022, doi:10.1126/science.1099839.
- G. Liu, H. Seiler, A. Wen, T. Zars, K. Ito, R. Wolf, M. Heisenberg, L. Liu: Distinct memory traces for two visual features in the Drosophila brain. In: Nature. Band 439, 2006, S. 551–556. PMID 16452971.
- J. Rister, D. Pauls, B. Schnell, C. Y. Ting, C. H. Lee, I. Sinakevitch, J. Morante, N. J. Strausfeld, K. Ito, M. Heisenberg: Dissection of the peripheral motion channel in the visual system of Drosophila melanogaster. In: Neuron. Band 56, 2007, S. 155–170. PMID 17920022.
- P. Sareen, R. Wolf, M. Heisenberg: Attracting the attention of a fly. In: Proc Natl Acad Sci USA. Band 108, 2011, S. 7230–7235, https://www.pnas.org/content/108/17/7230.abstract
- Z. Yang, F. Bertolucci, R. Wolf, M. Heisenberg: Flies cope with uncontrollable stress by learned helplessness. In: Curr Biol. Band 23, 2013, S. 799–803. PMID 23602474.
- N. S. Chouhan, R. Wolf, C. Helfrich-Förster, M. Heisenberg: Flies remember the time of day. In: Curr Biol. Band 25, 2015, S. 1619–1624, doi:10.1016/j.cub.2015.04.032.
- S. Koenig, R. Wolf, M. Heisenberg: Vision in Flies: Measuring the Attention Span. In: PLoS One. Band 11, Nr. 2, 5. Februar 2016, Artikel e0148208. doi:10.1371/journal.pone.0148208.

### Bücher und Herausgeberschaft
- M. Heisenberg, R. Wolf: Vision in Drosophila. (= Studies of Brain Function. Vol. XII). Springer-Verlag, Berlin / Heidelberg / New York 1984, ISBN 3-540-13685-1.
- M. Heisenberg (Hrsg.): Special issue Mushroom body. Learning & Memory 5, 1998.

### Englischsprachige Übersichtsarbeiten und Essays (Auswahl)
- M. Heisenberg: Voluntariness (Willkürfähigkeit) and the general organization of behavior. In: R. J. Greenspan, C. P. Kyriacou (Hrsg.): Flexibility and Constraints in Behavioral Systems. John Wiley & Sons, 1994, S. 147–156.
- M. Heisenberg: Mushroom body memoir: From maps to models. In: Nature Rev Neurosci. Band 4, 2003, S. 266–275.
- M. Heisenberg: Is free will an illusion? In: Nature. Band 459, 2003, S. 1052–1053.
- B. Gerber, H. Tanimoto, M. Heisenberg: An engram found? Evaluating the evidence from fruit flies. In: Curr Op Neurobiol. Band 14, 2004, S. 737–744.
- M. Heisenberg: Erich Buchner. In: J Neurogenet. Band 24, 2010, S. 93–94.
- M. Heisenberg: The beauty of the network in the brain and the origin of the mind in the control of behavior. In: J Neurogenet. Band 28, 2014, S. 389–399.

### Deutschsprachige Übersichtsarbeiten und Essays (Auswahl)
- M. Heisenberg: Initiale Aktivität und Willkürverhalten bei Tieren. In: Naturwissenschaften. Band 70, 1983, S. 70–78, doi:10.1007/BF00365500
- M. Heisenberg: Freiheit aus der Sicht der Verhaltensforschung. In: G. Becker, H. Becker, L. Huber (Hrsg.): Ordnung und Unordnung. Beltz Verlag, 1985, S. 74–82.
- M. Heisenberg: Über Universalien der Wahrnehmung und ihre genetischen Grundlagen. In: H. v. Ditfurth, E. P. Fischer (Hrsg.): Mannheimer Forum 89/90. Bd. 1104, Piper München/Zürich, S. 11–69.
- M. Heisenberg: Freiheit als Eigenschaft des Verhaltens. In: Nova Acta Leopoldina. NF 86, 2002, S. 79–95.
- M. Heisenberg: Die Pilzkörper der Insekten – Trojanisches Pferd der funktionellen Hirnforschung? In: Neuroforum. Band 2, 2002, S. 179–186, doi:10.1515/nf-2002-0203
- M. Heisenberg: Wie das Gehirn funktioniert – Verhaltensgenetik an Drosophila. In: Zoologie. Mitteilungen der Deutschen Zoologischen Gesellschaft. 99. Jahresversammlung Münster 16. – 20. September 2007. Basilisken-Presse, Marburg an der Lahn 2007, ISBN 978-3-925347-92-4, S. 25–36 (dzg-ev.de [PDF; 2,4 MB]).

### Akademische Schriften
- M. Heisenberg: Eine neue Genfunktion des Bakteriophagen. fr. Dissertation, Eberhard-Karls-Universität Tübingen, 1966.

### Über Martin Heisenberg
- E. Buchner, C. F. Wu: Drosophila Neurogenetics - The Heisenberg impact. In: J. Neurogenetics. Band 23, 2009, S. 1–2.